# Ханю
Ханю (яп. 羽生市 Ханю:-си) — город в Японии, находящийся в префектуре Сайтама. Площадь города составляет 58,55 км², население — 55 075 человек (1 августа 2014), плотность населения — 940,65 чел./км².

## Географическое положение
Город расположен на острове Хонсю в префектуре Сайтама региона Канто. С ним граничат города Гёда, Кадзо и посёлки Итакура, Мейва.

## Население
Население города составляет 55 075 человек (1 августа 2014), а плотность — 940,65 чел./км². Изменение численности населения с 1980 по 2005 годы:
| 1980 | 48 488 чел. |  |
| 1985 | 51 504 чел. |  |
| 1990 | 53 764 чел. |  |
| 1995 | 56 035 чел. |  |
| 2000 | 57 499 чел. |  |
| 2005 | 56 693 чел. |  |

## Символика
Деревом города считается османтус, цветком — глициния.

## Города-побратимы
- Багио, Филиппины (1969)
- Канеяма, Япония (1982)
- Дюрбюи, Бельгия (1994)